# Żebrowski
Żebrowski (feminine Form: Żebrowska, Plural: Żebrowscy) ist ein polnischer Familienname. Außerhalb von Polen wird der Name auch Zebrowski oder Zebrowsky geschrieben.

## Häufigkeit
Den Familiennamen Żebrowski tragen in Polen ca. 10.000 Bürger (2004).

## Geschichte
Polnische Ritter und Adeligen (Szlachta) mit den Namen Zebrowski trugen die folgenden Wappen:
- Jasieńczyk
- Nałęcz
- Półkozic
- Wieniawa

## Namensträger
- Bernhard Zebrowski (1900–1962), deutscher Journalist, Schriftsteller und Übersetzer
- Dawid Żebrowski (* 1997), polnischer Leichtathlet
- Elżbieta Żebrowska (1945–2021), polnische Leichtathletin
- Gary Zebrowski (* 1984), französischer Snowboarder
- George Zebrowski (1945–2024), US-amerikanischer Schriftsteller
- Gerhard Zebrowski (1940–2020), deutscher Fußballspieler
- Henry Zebrowski (* 1984), US-amerikanischer Schauspieler und Comedian
- Kazimierz Żebrowski (1891–1939/1945), polnischer Eishockeyspieler
- Michał Żebrowski (* 1972), polnischer Schauspieler
- Zenon Żebrowski  (1898-1982), polnischer Missionar